# Cecidomyia erronea
Cecidomyia erronea är en tvåvingeart som först beskrevs av Frederick Askew Skuse 1888.  Cecidomyia erronea ingår i släktet Cecidomyia och familjen gallmyggor. Inga underarter finns listade i Catalogue of Life.